# Lotus jaune d'Amérique
Nelumbo lutea
Espèce
Classification phylogénétique
Le Lotus jaune d'Amérique (Nelumbo lutea) ou lotus jaune est une espèce de plantes aquatiques de la famille des Nelumbonaceae. Son aire de répartition s'étend en Amérique du Nord, du Honduras au nord des États-Unis, la limite nord allant du Minnesota au Maine en passant par la partie méridionale des Grands Lacs.

## Synonyme
- Nelumbo nucifera subsp. lutea (Willd.) Borsch & Barthlott
- Nymphaea pentapetala Walter
- Nelumbo pentapetala (Walter) Willd.